# Alexander Stenerud
Alexander Stenerud, född 2 maj 1975 i Finnsnes i Troms fylke och uppväxt i Trondheim och Bærums kommun, är en norsk musiker, låtskrivare och bildkonstnär. 
Stenerud är främst känd som sångare i popduon Zuma, som han grundade tillsammans med Henrik Njaa efter att de vann en demotävling på radiostationen NRK P3 1995. 
Gruppen deltog i Norsk Melodi Grand Prix 2008 med bidraget "Always, Always", som tog dem till "Siste sjansen". 
Stenerud medverkade som soloartist i Norsk Melodi Grand Prix 2009 och tog sig till final med bidraget "Find My Girl", som slutade på tredje plats. Han medverkade också i Norsk Melodi Grand Prix 2010 med bidraget "Give It to Me".
2015 lanserades Alexander Steneruds första soloalbum, Far Away From Tomorrow.

## Diskografi

### Med Zuma
Studioalbum
- 2001 – Juno
- 2003 – Rainboy
- 2014 – Retro: Last Impression

Singlar
- 1996 – "Fall With Me"
- 1997 – "Inferior" (maxi-singel)
- 2002 – "Joy In The City" (maxi-singel)
- 2007 – "Home Tonight"

Samlingsalbum
- 2010 – Pearls

### Solo
Studioalbum
- 2015 – Far Away From Tomorrow